# ماری فیلبین
 ماری فیلبین (انگلیسی: Mary Philbin؛ ۱۶ ژوئیهٔ ۱۹۰۲ – ۷ مهٔ ۱۹۹۳) یک هنرپیشه اهل ایالات متحده آمریکا بود. وی بین سال‌های ۱۹۲۱ تا ۱۹۲۹ میلادی فعالیت می‌کرد.
از فیلم‌های او می‌توان به شبح اپرا اشاره نمود.